# Mémorial Van Damme 2014
Navigation
Édition précédente Édition suivante
Le Mémorial Van Damme 2014 est la 38e édition du Mémorial Van Damme qui se déroulera le 5 septembre 2014 au Stade Roi Baudouin de Bruxelles, en Belgique. Il constitue la dernière étape et l'une des deux finales de la Ligue de diamant 2014.

## Faits marquants
7 meilleures performances mondiales dont 3 records du meeting et un record continental sont établis lors de cette édition.
- L'Américain Justin Gatlin remporte la course du 100 mètres en réalisant la meilleure performance de l'année. Il remporte également la course du 200 mètres en s'approchant de son record personnel.
- Le Qatari Mutaz Essa Barshim remporte le concours du saut en hauteur en réalisant la meilleure performance de l'année et en battant le record d'Asie. Avec son saut à 2,43 m, il devient le deuxième meilleur sauteur de tous les temps derrière le recordman du monde Javier Sotomayor.

## Résultats

### Hommes
| Épreuve          | Vainqueur                              | Second                                        | Troisième                       |
| ---------------- | -------------------------------------- | --------------------------------------------- | ------------------------------- |
| 100 m            | Justin Gatlin 9 s 77 (WL)              | Mike Rodgers 9 s 93                           | Asafa Powell 9 s 95             |
| 1 500 m          | Taoufik Makhloufi 3 min 31 s 78        | Silas Kiplagat 3 min 31 s 80                  | Ayanleh Souleiman 3 min 32 s 82 |
| 110 m haies      | Pascal Martinot-Lagarde 13 s 08        | Orlando Ortega 13 s 13                        | Sergueï Choubenkov 13 s 22      |
| 3 000 m steeple  | Jairus Birech 7 min 58 s 41 (WL)       | Mahiedine Mekhissi-Benabbad 8 min 3 s 18 (SB) | Evan Jager 8 min 4 s 71 (AR)    |
| Saut en longueur | Godfrey Khotso Mokoena 8,19 m (SB)     | Ignisious Gaisah 8,06 m                       | Christian Taylor 8,06 m         |
| Saut en hauteur  | Mutaz Essa Barshim 2,43 m (WL, AR, MR) | Bohdan Bondarenko 2,40 m                      | Ivan Ukhov 2,34 m               |
| Saut à la perche | Renaud Lavillenie 5,93 m (WL)          | Konstadínos Filippídis Robert Sobera 5,65 m   |                                 |
| Lancer du disque | Robert Harting 67,57 m                 | Piotr Małachowski 67,35 m                     | Gerd Kanter 65,81 m             |

### Femmes
| Épreuve           | Vainqueur                          | Seconde                          | Troisième                      |
| ----------------- | ---------------------------------- | -------------------------------- | ------------------------------ |
| 200 m             | Allyson Felix 22 s 02 (WL)         | Myriam Soumaré 22 s 11 (PB)      | Dafne Schippers 22 s 30        |
| 400 m             | Sanya Richards-Ross 49 s 98        | Stephenie McPherson 50 s 12 (SB) | Novlene Williams-Mills 50 s 42 |
| 800 m             | Brenda Martinez 1 min 58 s 84 (SB) | Lynsey Sharp 1 min 58 s 94       | Eunice Sum 1 min 58 s 94       |
| 3 000 m           | Mercy Cherono 8 min 28 s 95        | Sifan Hassan 8 min 29 s 38 (NR)  | Genzebe Dibaba 8 min 29 s 41   |
| 400 m haies       | Kaliese Spencer 54 s 12            | Denisa Rosolová 54 s 54 (SB)     | Eilidh Child 54 s 76           |
| Triple saut       | Caterine Ibargüen 14,98 m          | Olha Saladukha 14,53 m           | Ekaterina Koneva 14,40 m       |
| Lancer du poids   | Valerie Adams 20,59 m (WL, MR)     | Christina Schwanitz 19,86 m      | Michelle Carter 19,73 m        |
| Lancer du javelot | Barbora Špotáková 67,99 m (WL, MR) | Sunette Viljoen 64,30 m          | Kathryn Mitchell 62,93 m       |